# 郝爱民
郝爱民（1939年—），男，北京人，中国相声演员，中国广播艺术团说唱团一级演员。

## 生平
小学时就曾自编自演儿童剧《抓老鼠》，中学时酷爱话剧，成为学生话剧团负责人之一。1958年，考取了中央广播文工团，当上了一名正式话剧演员。20世纪60年代调中国广播说唱团跟随相声演员侯宝林、刘宝瑞学习相声。代表作品有《一匹马》、《大小声》、《电影漫谈》、《学说普通话》等。1985年，被评为中国“全国十大笑星”。